# Brøckhouse
Brøckhouse var et dansk mikrobryggeri i udkanten af Hillerød, der eksisterede fra 2001-2019.

## Historie
Bryggeriets stifter Allan Poulsen startede i 1995 med at brygge øl hjemme i sin kælder på et 40 liters kobberanlæg, han selv havde lavet. I starten var hjemmebryggeriet en bibeskæftigelse, ved siden af et job som IT-konsulent, men i takt med at efterspørgslen på Allan Poulsens øl steg, begyndte også drømmen om at udvide produktionen at antage en stadig fastere form.
I 2001 blev Brøckhouse stiftet som virksomhed, som medførte at Allan Poulsen investerede 500.000 kr. i bryggeriudstyr, så det lille hobbybryggeri nu fyldte hele kælderen i den private villa i Gribskov. Herefter var det nu muligt at brygge 24.000 liter om året. Virksomheden fungerede dog stadig delvist på hobbyplan, som indbefattede en ugentlig fridag, hvor Allan Poulsen kunne arbejde i bryggeriet. 
I takt med en stabil, stigende efterspørgsel kunne Allan Poulsen udarbejde en forretningsplan, som gjorde at han kunne fremskaffe 10 mio. kr. til at investere i et nyt produktionsanlæg. Med muligheden for nye investeringer, tog Allan Poulsen i 2002 springet, ved at opsige sin stilling og herefter overgå som fuldtidsansat i Brøckhouse. Ved årsskiftet til 2003 flyttede virksomheden i egne lokaler i Hillerød, hvor investeringerne blev omsat til et bryganlæg med en kapacitet på 200.000 liter om året, som stod klar i juni 2003. Planen med det nye bryggeri var langsomt at udvide produktionen til 400.000 liter øl om året. Med udvidelsen påbegyndte Brøckhouse samtidig tapning af øl på flasker, hvor produkterne tidligere kun havde været tilgængelig på fad på udvalgte udskænkningssteder. Dette betød ligeledes, at Brøckhouse herefter blev langt mere synlig, ved salg gennem en lang række specialbutikker, barer, restauranter og detailkæder i al almindelighed. 
I kølvandet på den høje efterspørgsel blev Brøckhouse desuden hædret af bl.a. Danske Ølentusiaster med prisen Årets Ølnyhed 2002 for øl-typen India Pale Ale (IPA).
Den langsomme udvidelse af produktionen viste sig at være ganske hurtig, da Brøckhouse allerede i foråret 2004 med et nyt bryganlæg, nåede op på en kapacitet på en halv mio. liter om året. Brøckhouse udviklede sig i høj grad eksplosivt, hvilket også kan ses af antal ansatte, som ved opstarten i 2002 kun talte Allan Poulsen selv, men i september 2007 talte 13 personer, plus vikarer. Desuden forventedes det, at produktionen i 2007 blev på omkring 600.000 liter øl.
I juni 2007 meddelte Allan Poulsen at han indenfor 5 måneder ville trække sig som direktør og brygmester fra bryggeriet , da han anså sig selv mere som iværksætter end direktør. Han vedblev dog at være medejer af Brøckhouse.
Brøckhouse gik 16. december 2008 i betalingsstandsning og blev erklæret konkurs med udgangen af februar 2009.

## Brøckhouse-navnet solgt
Bryggeriets navn blev i 2009 erhvervet af Premium-bryggerierne, som har lanceret både julebryg og påskebryg under Brøckhouse-navnet. Udover navnet har dette bryggeri dog ingen forbindelse med det oprindelige mikrobryggeri. Adspurgt af Politiken hvorfor bryggeriet ikke skifter navn, svarer Premium Beers direktør Jan Andersen: "Det er et godt navn, og vi er ikke så kreative".